# Русенски Лом (природен парк)
„Русенски Лом“ е природен парк в България.

## Местоположение
Разположен на около 20 km южно от Русе. Паркът е наречен на река Русенски Лом – последният десен приток на река Дунав.

## Статут
На 26 февруари 1970 г. районът е обявен за природен парк с площ от 22 267 декара. Територията на природния парк се намирала по поречията на реките Баниски (Мали) Лом, Черни Лом и Бели Лом. През 1986 г. Комисията по опазването на околната среда към Министерския съвет внася предложение за прибавянето към територията на народния парк на още 27 362 декара, като по този начин територията на парка да стане 49 629 декара.
Границите на парка, които са валидни и днес, са приети през 1989 г. Територията на природния парк е 3260 хектара. През 1989 г. е изготвен и цялостен проект за стопанисването и опазването на териториите, които са включени в парка.

## Природни особености
При образуването на характерния релеф на Дунавската равнина основна роля играе образуването на Алпо-Хималайската планинска система. Стара планина е част от тази планинска система. При нагъването на слоеве на земната кора, при образуването на планинската верига, е оказан натиск на териториите, които са се намирали близо до възникващите планини. Това е и причината за възникването на многото десни притоци на Дунав, които водят началото си от Стара планина. На това нагъване на горните слоеве от земната кора се дължи и характерната форма на речните долини в Дунавската долина. Смята се, че днешната Дунавска равнина преди около 120 млн. години е представлявала дъно на воден басейн. Когато той престава да съществува, на територията му остават много утаени варовикови скали.
На това се дължи релефното разнообразие на Дунавската равнина и в частност на териториите на природен парк „Русенски Лом“. Образували са се множество пещери и други карстови образувания. За териториите с варовикова основа е характерно изключително разнообразие на биологичния свят.
Причина за разнообразието на живата природа в парка е и специфичният климат на района. За зимните месеци са характерни сравнително ниски температури. Пролетта настъпва по-късно, отколкото в други райони. Годишните температурни амплитуди са по-високи, отколкото на други места на такава географска ширина. Лятото е горещо, а есента е по-топла от пролетта. В района се наблюдава температурна инверсия. Тя се изразява в това, че тук зимните температури са по високи от тези в останалата част на Дунавската равнина, въпреки че паркът е разположен в по-северните части.

## Флора (растителен свят)
Поради малката надморска височина на природния парк най-разпространени са широколистните гори. Иглолистните видове са слабо представени. Особен интерес представлява келявият габър, тъй като това са едни от най-северните части на неговия ареал на разпространение. Коренните системи на този вид имат важно значение срещу ерозията и почворазрушаването. Други разпространени широколистни дървета са драката и акацията. Освен това се срещат и видовете цер, благун, зимен дъб, космат дъб, липа, явор, ясен, акация, орех, черен бор, клен, летен дъб, люляк, смрадлика, глог, мъждрян и др.
Географската ширина, на която се намира паркът, и това, че той е едно от последните места, където е запазена дивата природа, характерна за Дунавската равнина, правят парка интересен от научна гледна точка. Растителността на природния парк се определя като лесостепна. Това означава, че тя е преходна между горските райони, характерни за Западна и Югозападна Европа, и териториите със степна растителност, които са характерни за Източна Европа и централните части на Азия.
На територията на природен парк „Русенски Лом“ се намира единственото находище на сибирска телчарка и диекианов лопен в България. Сибирската телчарка се среща на територията на България, тя е установена за пръв път през 1997 г.
Особен интерес представляват ендемичните видове, които се срещат тук. Установени са един български и пет балкански ендемични растителни видове. Характерен представител на степната растителност е йоановото коило, което е един от разпространените в природния парк видове.
Въпреки че основната цел на националния парк е опазването на богатството от широколистни екосистеми, тук интерес представляват и ливадните растения. По ливадите и поляните, които се намират в парка, са установени над 700 вида висши растения. Тук се срещат и голям брой редки и застрашени от изчезване видове. Значителен е броят на растенията, които присъстват в Червената книга на България.

## Фауна (животински свят)
Фауната е много разнообразна. Специални проучвания на безгръбначните в района на Природен парк „Русенски Лом“ не са извършвани. Между безгръбначните животни интерес представляват карпатски скорпион и сколопендрата. Сред насекомите могат да се открият малка богомолка, няколко вида редки и защитени бръмбари като еленов рогач, бръмбар носорог, дъбов сечко. От пеперудите – лястовича опашка, мъртвешка глава, полумесец, малък черен аполон и др.
Районът на Ломовете е обявен за важно място за пеперудите в България.
В реката могат да се срещнат 22 вида риби, също раци, охлюви и миди. Още 10 вида земноводни (от които 5 защитени) и 19 вида влечуги населяват долината. Особена зоогеографска стойност имат нощното гущерче, което е и единствен представител на геконите в България, и коравецът, известен още и като безкрак гущер. Срещат се два вида сухоземни костенурки, стрелец (синурник), петнист смок и смок-мишкар, пепелянка, медянка. Спортният риболов е разрешен.
Паркът е истински птичи рай. Тук се срещат много птици, които са застрашени в цяла Европа, затова Ломовете са обявени за важно орнитологично място. Многобройните скални кухини, корнизи, тераси, пещерни антрета и площадки създават идеални условия за скалногнездещи птици, като скален орел, египетски лешояд, белоопашат мишелов, червен ангъч, ловен сокол, обикновена и степна ветрушка, скален гълъб, бухал, белогръд бързолет и други.
Съчетанието на скали, вода, гора, ливади създават условия за обитаване на още много птици, като малък креслив орел, ястреб, осояд, горска улулица, дългоуха сова, чапли. Почти всички видове кълвачи огласят гората. От установените над 190 вида на пернатия свят, които се срещат в парка, тук гнездят 110 вида. Останалите са прелетници, зимни гости и случайни посетители.
Интересно е да се отбележи, че докато в Средна Европа черният щъркел вие гнезда по стари дървета в горите, в България гнезди почти изключително по скалите.
От 90-те вида бозайници на територията на България, в долината са установени 70. Те са твърде разнообразна група, както по местообитание, така и по начин на живот. Някои са свързани повече или по-малко с водата: видра, ондатра, воден плъх, малка водна земеровка. Голямото мнозинство, особено земеровки и гризачи, водят наземен или полуподземен начин на живот, а някои, като къртицата и сляпото куче – изцяло подземен. Прилепите са свързани с пещери и скални цепки, някои с дървесни кухини или разнообразни укрития по жилища, без обаче да са обвързани близко с човека. Съжители на човека са домашната мишка и два вида плъха. Много други насекомоядни и гризачи могат да се преместят временно към селища и сгради, през неблагоприятния зимен сезон. Дървесен начин на живот имат катерицата и сънливците – в ниши и дупки, главно с южно изложение.
Значението на парковата територия е много високо за хищните бозайници (12 вида) и е своеобразен оазис за тях. Установените 26 от общо 29 вида прилепи за България (над 86%), включват представители и на двете биологични групи по отношение на тяхното размножаване т.е. видове обитатели на пещерите и видове обитатели на старите гори с хралупати дървета. В парка обитават 14 вида бозайници, обект на лов. От тях пет вида са с доказани качества – благороден елен, сърна, дива свиня, дива котка и вълк.

## Забележителности
Най-старите следи от човешко присъстване в местността датират от старокаменната епоха. Открити са останки от Античността. На много места има следи от тракийски селища и светилища. Земите на природния парк стават част от Римската империя през I век, след Завоевателната кампания на Траян.
По-късно териториите са отвоювани от прабългарите. Те също издигнали няколко укрепления, които служели за отбрана срещу набезите от страна на Византия. Във времето точно след пристигането на прабългарите близо до територията на днешния парк се е намирал основния център на държавата.
До природния парк се намира археологическият резерват „Скални църкви“. Той е разположен в село Иваново и основния обект, който е включен в него е манастирът „Св. Архангел Михаил“ („Затрупаната църква“). Манастирът е основен културен и църковен център на областта през късното Средновековие. Голям е броят на църквите на територията на природния парк, като общият брой действащи и нефункциониращи храмове е над 30.
Тук се намира и археологическият резерват „Средновековен град Чѐрвен“, който се намира в село Червен. Някога на мястото на днешното село се е намирал един от основните културни центрове в североизточната Дунавска равнина.
Тук е и единственият действащ в България скален манастир край село Басарбово – „Св. Димитър Басарбовски“.

## Факти и законови разпоредби
Със заповед номер 567 от 26 февруари 1970 г. ДВ 30/14.04.1970 се обявява за народен парк площта от 22 267 дка, намираща се по поречията на реките Мали, Черни и Бели Лом, с обща дължина от 42 км. В тази заповед се описват границите и режимът на стопанисване на защитената територия, както и се поставят редица условия за дейностите, извършвани на територията на парка.

## Вътрешни правила за административно обслужване
Административното обслужване се осъществява при спазване на принципите, установени в Закона за администрацията и в Административно-процесуалния кодекс (АПК), Наредба за общите правила за организацията на административното обслужване.